# رأی مخفی (فیلم)
رأی مخفی یک فیلم ایرانی ساخته شده در سال ۱۳۸۰ است. این فیلم توسط بابک پیامی کارگردانی شده است. داستان این فیلم در ارتباط با زندگی یک زن مسئول صندوق رأی‌گیری در یکی از جزایر ایران است.

## خلاصه داستان
داستان این فیلم در ارتباط با زن جوانی است که مسئول یک صندوق رای‌گیری‌است که در طول فیلم با سربازی همکار می‌شوند. سرباز مجبور است که فرامین زن را رعایت کند و وی را جیپ ارتشی و اسلحه‌اش همراهی کند. این طول این فیلم با اتفاقاتی که رخ می‌دهد این دو نفر به شناخت بیش تری از هم می‌رسند.